# Festival international du cinéma par les femmes
Le Festival du Cinéma par des femmes est un concours cinématographique qui a lieu tous les ans à Madrid (Espagne) depuis 2018. Son principal objectif est de réduire l'inégalité entre femmes et hommes dans l'industrie cinématographique et de rendre visible le travail et le point de vue des femmes, par la programmation d'une sélection internationale de long-métrages de fiction, animation et documentaire réalisés par des femmes.

## Histoire
Le festival est une initiative prise en 2018 par l'organisatrice d'évènements culturels Carlota Álvarez Basso et le réalisateur et producteur de cinéma Diego Mas Trelles, qui le codirigent depuis, avec le soutien d'établissements publics et privés. 
Chaque édition honore un pays invité avec l'objectif de donner une vue de la production cinématographique récente d'un pays en particulier dans la section Focus. L'organisation des Focus des éditions antérieures a bénéficié de la participation d'entités telles que l'Institut Confucius de Madrid, le Festival du film de femmes en Chine, l'Ambassade de Pologne et l'Institut Polonais de la Culture, l'Ambassade de Suisse et le Swiss Film, l'Ambassade de Suède, le Swedish Institute et le Swedish Film Institute, entre autres.  
L'édition 2025 du Festival met le Focus sur la France.  
En 2024, la section Focus a mis à l'honneur l'Autriche. Cette VIIe édition du Festival a présenté 74 films de 31 pays.  
En 2023 la Section Focus fut consacrée au cinéma allemand, avec la collaboration de l'Ambassade de la République Fédérale Allemande, le Goethe-Institut et German Films.  
En 2022, la Section Focus fut consacrée à la cinématographie des Pays-Bas, avec la participation de plusieurs réalisatrices et expertes reconnues telles Margje de Koning, Esther Bannenberg, Aliona Van der Horst ou Urszula Antoniak. L'initiative a été soutenue par l'Ambassade des Pays-Bas et SEE NL. 
En 2021 le pays invité était la Chine, avec une participation croissante de réalisatrices dans l'une des plus solides industries cinématographiques du monde. Le Focus Chine s'est appuyé sur la projection de 6 films et un total de 7 pays, avec la présence de Belén García-Noblejas, représentante du China Women´s Film Festival et gestionnaire de projets interculturels entre l'Espagne et l'Asie, Margaret Chen, présidente du China Club Spain, María Macarro, experte en études de l'Asie orientale de l'Institut Confucius et Lisa Zi Xiang, directrice du film 再见, 南屏晚钟 (Un chien aboyant à la lune). Par ailleurs, grâce à la collaboration du China Women’s Film Festival, 6 films espagnols récents furent projetés dans les Instituts Cervantes de Beijing, Shanghái et Guangzhou. 
La troisième édition, en 2020, était consacrée à la Pologne, pays qui possède un cinéma fait par des femmes reconnu, et son Focus a vu la projection de 3 films à l'Académie de Cinéma et la présence (en ligne en raison de la pandémie) d'Agnieszka Zwiefka, réalisatrice de Blizny (Scars), Monika Jordan-Młodzianowska, réalisatrice de Zelazny most (The Iron Bridge) et Barbara Orlicz-Szczypuła, présidente de la Krakow Film Foundation et sous-directrice du Krakow Film Festival. 
Dans la deuxième édition, de 2019, le pays invité était la Suisse, pays exemple de bonnes pratiques par suite de ses récentes politiques d'égalité de genre comme critère dans les aides publiques, mises en place par le Bureau Fédéral de Culture du Gouvernement à travers le programme La question du genre dans l’encouragement du cinéma. Le pourcentage de films suisses réalisés par des femmes qui recevaient des aides publiques était en 2013 de 20%. Quatre ans après l'introduction de ces politiques les films réalisés par des femmes qui ont reçu des aides sont passés à 35%. La Suisse a rassemblé la projection de 6 films dans la section Focus, 1 dans la Section Compétition et le film de clôture, suisse également. Etaient présentes Christine Repond, réalisatrice de Vakuum (Vide), Bettina Oberli, réalisatrice de Le vent tourne et Nadia Dresti, alors directrice du festival Locarno Pro.
La première édition, en 2018, était dédiée à la Suède, considérée comme pionnière et modèle pour ses politiques d'égalité dans le secteur audiovisuel, ayant réussi en 2015 à ce que 50% des films suédois soient dirigés par des femmes. Le Focus consacré au pays nordique a vu la projection de 6 films dans la section Focus Suède et 1 dans la Section Compétition, en présence de Katja Wik, réalisatrice du film Exfrun (The ex-wife) et d'Anna Serner, directrice générale du Swedish Film Institute.
Le festival est structuré comme un concours multi-sites dans lequel divers espaces et institutions culturels du centre de Madrid accueillent chaque section, parmi lesquels: le Palais de la Presse (Galas d'inauguration et clôture), le Cinéma Studio du Cercle des Beaux-Arts (Compétition Internationale), l'Académie de Cinéma (Focus du pays invité), la Cinéthèque Madrid (Focus du pays invité et réalisatrices suédoises), Salle Berlanga de la Fondation SGAE (Compétition Auteures Espagnoles), Maison de l'Amérique  (Réalisatrices latinoaméricaines), Maison Arabe de Madrid et Cordoue (Réalisatrices arabes), Institut Français de Madrid (Réalisatrices françaises), Goethe-Institut de Madrid (Réalisatrices allemandes et activités de formation), Maison du Mexique en Espagne (Réalisatrices mexicaines), Musée National Thyssen-Bornemisza (Créatrices mises à l'honneur), Espace Fundacion Telefonica, Salle Alcalá 31 de la Communauté de Madrid, Université Camilo José Cela et Cinemathèque Pedro Zerolo (Activités de formation). Depuis la deuxième édition le festival a en plus un siège en ligne sur Filmin.es et depuis 2020 l'émission de films espagnols sur la chaîne de télévision locale 8madridTV.
L'édition 2021 du festival a attiré 138.222 personnes entre les spectateurs en présentiel dans les salles, les spectateurs en ligne, les spectateurs des chaînes de Filmin et 8madridTV, et les participants aux activités de formation et des médias. Un total de 54 long-métrages de 20 pays ont été projetés, dans 19 espaces physiques (entre espaces de projection et de formation), 1 espace en ligne et 1 espace en télévision, dont 39 étaient des fictions, 12 documentaires, 3 d'animation et 1 série d'animation. Aux 54 projections et 8 activités de formation du festival ont participé un total de 45 invitées, dont 15 étaient des réalisatrices et des expertes qui sont venues en présentiel à Madrid.
L'édition de 2020 a vu la participation de 80 femmes professionnelles du secteur et la projection de 55 films, dont 40 long-métrages de fiction, 14 long-métrages documentaires, 1 long-métrage d'animation, et 13 court-métrages. À ces projections, où  ont participé 8 réalisatrices et professionnelles de l'industrie en présentiel et 5 à travers une vidéo en guise de présentation, ont assisté plus de 18.000 spectateurs présentiels et en ligne.
Lors des deux éditions de 2018 et 2019 le festival a compté plus de 10 000 assistants aux projections et activités de formation. En 2018, 29 films ont été projetés sur 8 sites, dont 25 étaient des long-métrages de fiction, 3 long-métrages documentaires et 1 film d'animation. En 2019 ont été projetés un total de 38 films sur 14 sites, dont 31 long-métrages de fiction, 6 long-métrages documentaires,1 long-métrage documentaire animé et 11 pièces de réalité virtuelle. Sur l'ensemble de ses quatre éditions, le Festival de Cinéma par des Femmes a accueilli de nombreuses professionnelles et créatrices de l'industrie du cinéma au niveau national et international, parmi lesquelles Belén Atienza, Teresa Font, Claudia Llosa, Tonie Marshall, Marcela Said, Lucia Gajá, Hanna Slak, Zaida Bergroth, Krista Kosonen, Nadia Dresti, Laura Mora, Amal Ramsis, Chus Gutiérrez, Debra Zimmerman, Shari Frilot, Sophie Winqvist, Maite Ruiz de Austri, Belli Ramírez, Marisa Román, Lucia Garibaldi, Sofia Quirós Úbeda, Sonja Prosenc, Nuria Cubas, Susana Guardiola, Mayi Gutiérrez Cobo, Eva Valiño, Shahrbanoo Sadat, Nathalie Álvarez Mesen, Mariana Barassi, Cecilia Bartolomé, Aránzazu Calleja, Angeles Cruz, Cecília Felmeri, Eva Gancedo, Paula Hernández, Lara Izagirre, Margarita Ledo, Amaia Merino, Alba Sotorra et Lisa Zi Xiang,,,,,,,,,,,,,,,,,,. 

## Palmarès
Le Festival de Cinéma par des Femmes attribue divers prix dans les différentes sections de compétition de son programme, décernés par un Jury International. Il accorde également un prix honorifique attribué par le Comité de Sélection du festival. 

### Prix à une Trajectoire de Cinéma
- 2024: Nuria Vidal

- 2023: Catherine Gautier, programmatrice
- 2022: Isabel Coixet, cinéaste espagnole
- 2021: Cecilia Bartolomé, réalisatrice, scénariste et productrice[24]
- 2020: Eva Valiño, ingénieure du son
- 2019: Teresa Font, monteuse
- 2018: Belén Atienza, productrice

### Prix du Meilleur Film
- 2024: Mond (Moon) de  Kurdwin Ayub

- 2022: Estacion Catorce de Diana Cardozo
- 2021: Un monde (Belgique) de Laura Wandel[25]
- 2020: The Orphanage[26] (Danemark, Allemagne, France, Luxembourg, Afghanistan et Qatar) de Shahrbanoo Sadat
- 2019: Fig Tree[27] (Israël) de Alamork Davidian[28]
- 2018: The Breadwinner[29] (Irlande) de Nora Twomey[30]

### Prix du Meilleur Film Espagnol
- 2024: La Infiltrada de Arantxa Echevarría

- 2022: Cinq lobitos de Alauda Ruiz de Azúa
- 2021: Once Upon a Place de Cèlia Novis[25]
- 2020: Rôle & Rôle de Chus Gutiérrez[23]

### Prix Ibérie du Public
- 2019: Prix Ibérie du Public[31] : La [[The Kindergarten

Teacher|professeure de maternelle]] (États-Unis) de Sara Colangelo

### Prix Blogs d'Or
- 2019: Prix Blogs d'Or: Fig Tree (Israël) de Alamork Davidian[34],[35]

## Jury

### Jury international 2023
- Natalia de Molina, actrice
- Ana Endara, réalisatrice
- Vicente Molina Foix, écrivain et réalisateur

### Jury international 2022
- Irene Escolar, actrice
- Ana Katz, actrice, réalisatrice et scénariste
- Víctor García León, réalisateur

### Jury international 2021
- Nathalie Poza, actrice[36]
- Shahrbanoo Sadat (Afghanistan), réalisatrice et scénariste[36]
- Casimiro Torreiro, critique de cinéma et historien[36]

### Jury international 2020
- Lucia Garibaldi (Argentine), réalisatrice[37]
- José María Cano, artiste plastique et compositeur musical[37]
- Chus Gutiérrez, réalisatrice[37]

### Jury international 2019
- Shari Frilot[38] (Etats-Unis), commissaire en chef de New Frontier au Festival de Cinéma de Sundance
- Arantxa Aguirre, réalisatrice et scénariste de documentaires[39]
- Álex Mendíbil, scénariste, écrivain et programmateur à la Filmoteca Española[40]

### Jury international 2018
- Tomás Cimadevilla, producteur et réalisateur[41]
- María Rubín, responsable du Cinéma Espagnol à Movistar+[42]
- Debra Zimmerman[43] (Etats-Unis), directrice exécutive de Women Make Movies